# Abominator
Abominator è il primo album solista di Doyle, ex chitarrista dei Misfits e Gorgeous Frankenstein, gruppo che partecipa al disco, pubblicato nel 2013.

## Tracce
1. Abominator
2. Learn to Bleed
3. Dreamingdeadgirls
4. Headhunter
5. Valley of Shadows
6. Land of the Dead
7. Cemeterysexxx
8. Love Like Murder
9. Mark of the Beast
10. Bloodstains
11. Hope Hell Is Warm

## Formazione
- Doyle Wolfgang von Frankenstein - chitarra
- Alex Story - voce
- "Left Hand" Graham Reaper - basso
- Dr. Chud - batteria